# Zeller See (Kißlegg)
Das Gebiet Zeller See (auch Zellersee) ist ein mit Verordnung vom 22. März 1994 durch das Regierungspräsidium Tübingen ausgewiesenes Naturschutzgebiet (NSG-Nummer 4.239) im Gebiet der Gemeinde Kißlegg im baden-württembergischen Landkreis Ravensburg in Deutschland.

## Lage
Das rund 26 Hektar (ha) große Naturschutzgebiet Zeller See gehört naturräumlich zum Westallgäuer Hügelland. Es liegt westlich des Ortsmitte und östlich der Bahnlinie nach Wangen, in den Gemarkungen Kißlegg und Sommersried, auf einer Höhe von 642 m ü. NN.

## Beschreibung
Der gegen Ende der Würmeiszeit vor 16.000 Jahren entstandene Zellersee ist eng mit der Ortsgeschichte Kißleggs verbunden. Bereits im Jahr 824 wird eine am Ufer des damaligen Sees errichtete Klosterzelle („Zelle am See“) erstmals urkundlich erwähnt. „Radpodiszella“ und „Kißleggzell“ waren die ersten Ortsnamen der sich daraus entwickelnden Siedlung.
Heute ist der Zellersee ein begehrtes Fischwasser und wird als Angelgewässer genutzt. Weitere, wegen der ortsnahen Lage für den Naturschutz problematische Nutzungen stellen der Badebetrieb im Sommer und das Eislaufen im Winter dar. Aufgrund der schlechten Wasserqualität wurde der Zellersee in das „Aktionsprogramm zur Sanierung oberschwäbischer Seen“ des Regierungspräsidiums Tübingen aufgenommen.
Das Naturschutzgebiet Zeller See hat eine maximale Ausdehnung von 1,25 Kilometer in Nord-Süd- und 0,47 Kilometer in Ost-West-Richtung. Auf den eigentlichen See entfallen von den 26 ha Gesamtfläche etwa 10 ha.

## Schutzzweck
Wesentlicher Schutzzweck sind die Erhaltung, Förderung und langfristige Verbesserung des natürlichen Stillgewässers Zellersee, seiner charakteristischen Verlandungszonen und der sich im Norden anschließenden Niederung der Kißlegger Ach mit ihren Streuwiesen als Lebensraum und Rückzugsgebiet einer artenreichen und gefährdeten Tier- und Pflanzenwelt.

## Flora und Fauna

### Flora

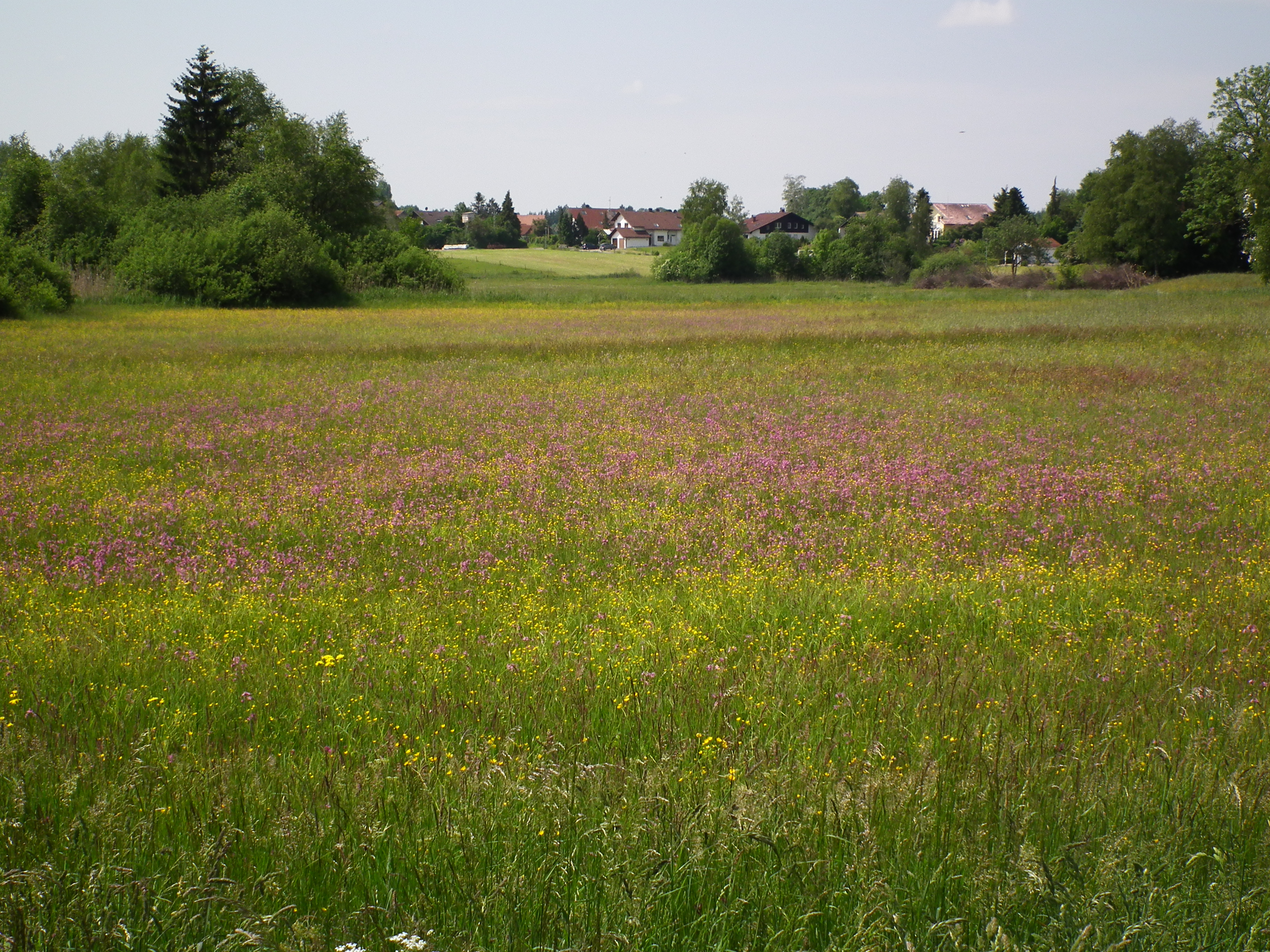
Artenreiches Grünland im NSG Zeller See

Aus der schützenswerten Flora sind unter anderem folgende Pflanzenarten zu nennen:
- Juncaginaceae
  - Sumpf-Dreizack (Triglochin palustre)
- Onocleaceae
  - Straußenfarn (Matteuccia struthiopteris)
- Orchideen
  - Kleines Knabenkraut (Orchis morio), auch „Salep-Knabenkraut“ oder „Narrenkappe“ genannt
  - Traunsteiners Knabenkraut (Dactylorhiza traunsteineri)
  - Zweiblättrige Waldhyazinthe (Platanthera bifolia), auch „Weiße Waldhyazinthe“ genannt
- Sauergrasgewächse
  - Alpen-Rasenbinse (Trichophorum alpinum), auch „Alpen-Haarsimse“, „Alpen-Haarbinse“ oder „Alpen-Wollgras“ genannt
  - Weißes Schnabelried oder „Weiße Schnabelbinse“ (Rhynchospora alba)
  - Zweihäusige Segge (Carex dioica)
- Seerosengewächse
  - Gelbe Teichrose (Nuphar lutea), auch „Gelbe Teichmummel“, „Mummel“, „Teichmummel“ oder „Teichkandel“ genannt
  - Weiße Seerose (Nymphaea alba)
- Sommerwurzgewächse
  - Sumpfläusekraut (Pedicularis palustris)

### Fauna
Zur schützenswerten Fauna gehören neben einer Vielzahl von Tagfalter-, Heuschrecken- und Libellenarten unter anderem folgende Spezies:
- Amphibien
  - Erdkröte (Bufo bufo)
  - Grasfrosch (Rana temporaria), auch „Taufrosch“ oder „Märzfrosch“
  - Teichfrosch (Pelophylax esculentus oder Rana esculenta), ungenauer auch „Wasserfrosch“ genannt
- Reptilien
  - Ringelnatter (Natrix natrix)
  - Zauneidechse (Lacerta agilis)
- Vögel
  - Blässhuhn, Gänsesäger, Haubentaucher, Krickente, Pfeifente, Rohrammer, Schwanzmeise, Tafelente, Teichrohrsänger und Wasserralle